# La Télé
La Télé est une chaîne de télévision suisse romande diffusant de l'actualité ainsi que des magazines généralistes. Il s'agit d'une des chaînes au bénéfice d'une concession avec mandat de service public.
Leur plateau principal est à Lausanne (Palais de Beaulieu) dans le canton de Vaud (Suisse), le second est à Villars-sur-Glâne dans le bâtiment MEDIAparc dans le canton de Fribourg (Suisse).

## Historique de la chaîne
Né en 2006, le projet devait à la base concerner uniquement le territoire vaudois, mais le découpage régional décidé par l'OFCOM a obligé la chaîne à proposer une offre sur l'ensemble du territoire vaudois et fribourgeois. 
Initialement nommée Vaud-Fribourg TV, la chaîne est lancée par Edipresse, les chaînes régionales historiques (Ici TV, TVRL, Maxtv, Val TV et Canal NV) et 17 communes vaudoises et fribourgeoises. Elle obtient en octobre 2008 la concession pour émettre sur le territoire de la zone 2, couvrant les cantons de Vaud et de Fribourg. Sa diffusion débute en juillet 2009 sous la direction générale de Christophe Rasch, concepteur du projet. La principale émission en direct démarre en septembre 2009.
En décembre 2012, UPC Cablecom décide de diffuser La Télé parmi d'autres chaînes régionales sur l'ensemble de la Suisse. Elle est suivie en janvier 2013 par Swisscom TV. Le 23 janvier 2013, l'OFCOM supprime officiellement la limitation de diffusion pour les télévisions régionales à compter du 1er mars 2013.

## Contenu
Le programme de la chaîne est constitué d'actualité régionale en direct et d'émissions d'information ou de divertissement (politique, économie, société, sport, culture, etc.) dont l'encrage est systématiquement régional. 
Outre la diffusion traditionnelle de son contenu à travers les postes de télévision, son site web propose un player live et l'intégralité de ses archives vidéo en streaming (VOD).  

## Diffusion
Avant 2013, la chaîne était diffusée dans les cantons de Vaud et Fribourg, ainsi que le Chablais valaisan. Dès 2013, la chaîne est diffusée partout en Suisse.

## Studios
La Télé, dont le siège social est à Lausanne, possède un plateau principal à Lausanne (Palais de Beaulieu, Av. des Bergières 10, 1004 Lausanne), un second est à Fribourg (Rue du Centre 18, 1752 Villars-sur-Glâne).

## Actionnariat

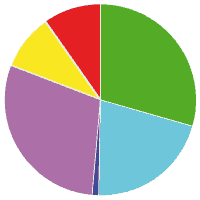
Gâteau actionnariat

L'actionnariat de la chaîne se divise en trois catégories : l'actionnariat privé, semi-public (associatif ou institutionnel) et public.
Actionnariat privé
- Environ 62 %

Actionnariat semi-public
- Environ 32 %

Actionnariat public
- Environ 6 %

## Identité visuelle

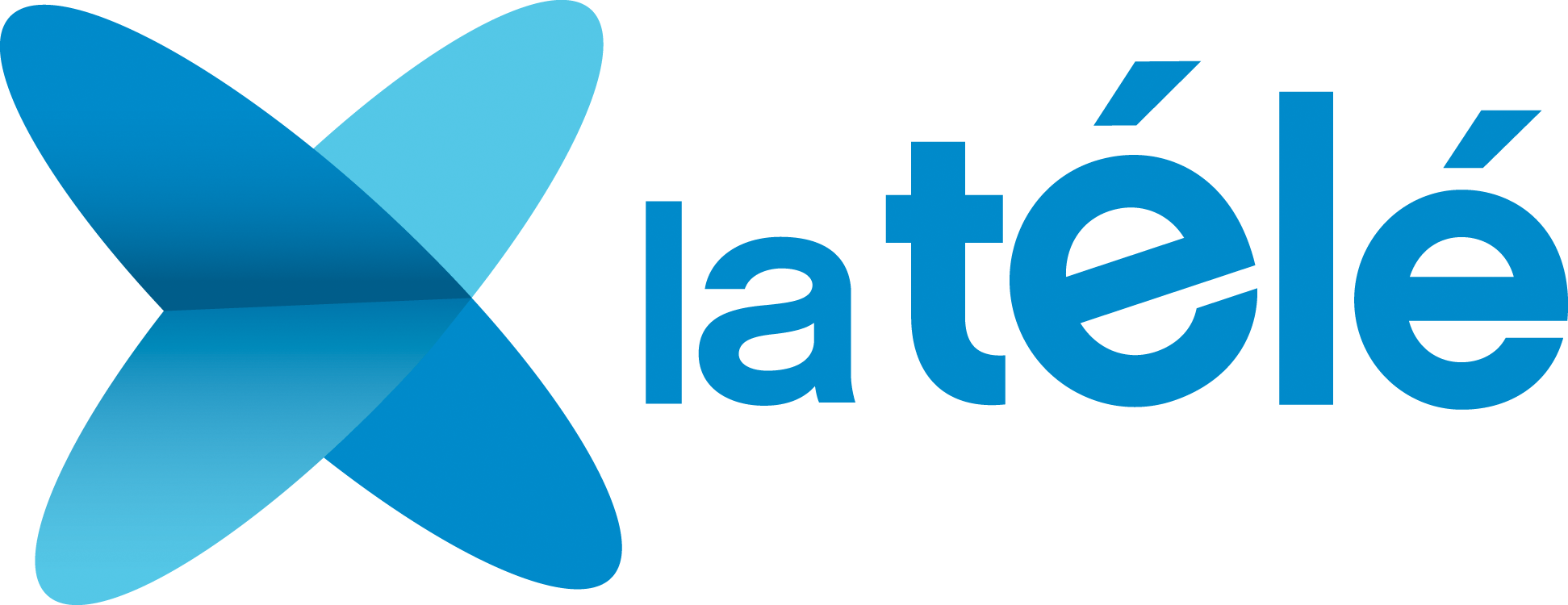
2009-2014
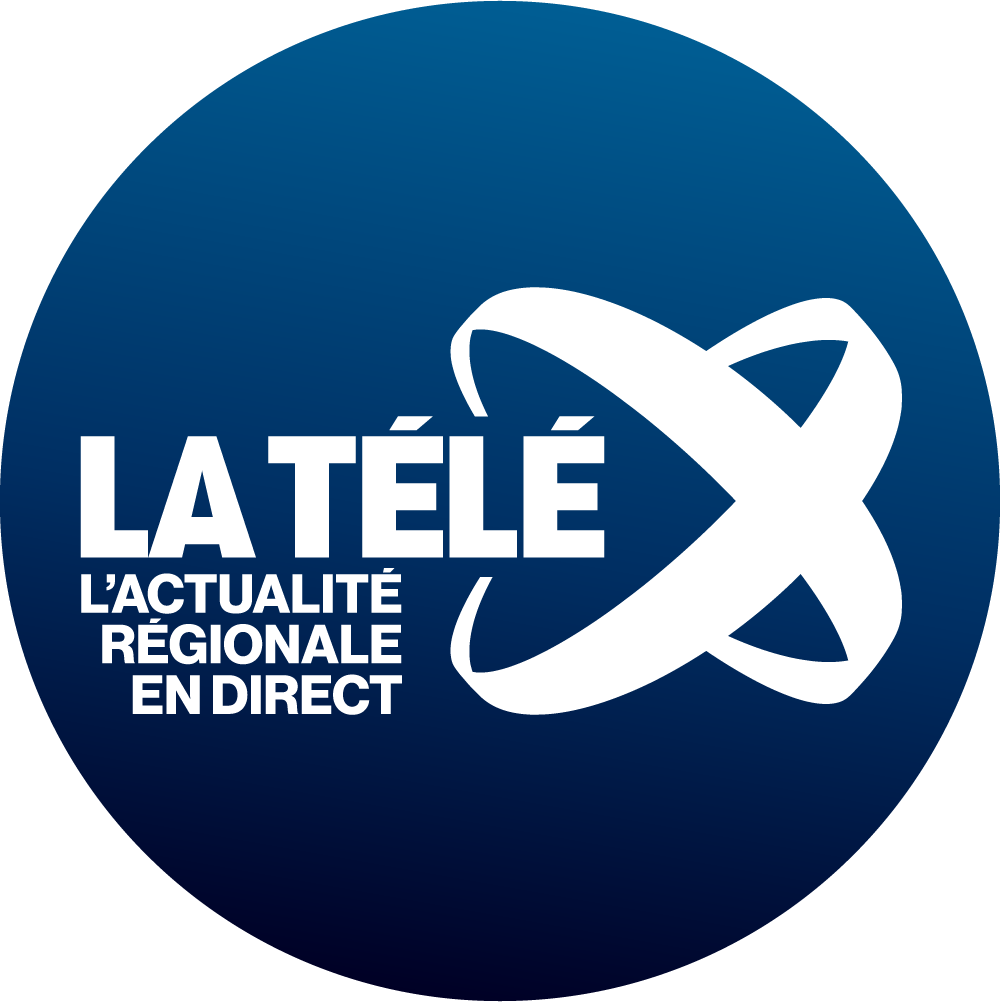
2014-2015
2015-2017